# Henri IV du Palatinat
Henri de Brunswick, dit « le Long » (en allemand : Heinrich der Lange), né vers 1173/1174 et mort le 28 avril 1227 à Brunswick, est un prince de la dynastie des Welf (maison de Brunswick), fils du duc Henri le Lion et de Mathilde d'Angleterre. Il fut comte palatin du Rhin sous le nom d’Henri IV de 1195 jusqu'à 1211/1212.

## Biographie
Henri était le fils aîné d'Henri le Lion, duc de Bavière et de Saxe et de Mathilde d'Angleterre, fille aînée d'Henri II Plantagenêt, roi d'Angleterre et d'Aliénor, duchesse d'Aquitaine. Il compte parmi ses frères cadets Otton IV, le futur empereur, et Guillaume de Lunebourg.
À la diète de Gelnhausen, en avril 1180, son père, rebelle contre l'empereur Frédéric Barberousse, est condamné à la mise au ban et se fait confisquer ses fiefs impériaux de Bavière et de Saxe. Après des affrontements armés, il quitte l'Empire avec sa famille en 1182 pendant trois ans et se réfugie à la cour du roi d'Angleterre, son beau-père.
Henri le Lion revient en Germanie en septembre 1185 et s'établit à Brunswick. Il se refusait toutefois à accompagner l'empereur dans la troisième croisade ; au lieu de cela, son fils Henri a dû suivre en 1190 le fils de Barberousse, Henri VI, récemment élu roi des Romains, lors de son expédition romaine pour se faire sacrer empereur par le pape. Ensuite, le nouveau empereur a commencé sa première tentative de conquête du royaume de Sicile et met le siège devant Naples, mais il tombe malade et l'opération échoue. Henri IV déserte et rentre alors à la Germanie ; il est déclaré hors la loi à Worms en 1192.
En 1193, il épouse secrètement Agnès de Staufen, fille héritière de Conrad Ier du Palatinat et cousine germaine de l'empereur avec lequel il se réconcilie, et les biens propres des Welf sont restaurés en 1194. Il hérite des domaines de Brunswick à la mort de son père le 6 août 1195 ; peu de temps après, il est nommé successeur de son beau-père comme comte palatin du Rhin. Il a soutenu l'élection de Frédéric II de Hohenstaufen, fils d'Henri VI, en 1996 ; il participe ensuite à la croisade germanique qui conquiert des territoires entre Tyr, Sidon et Beyrouth. À la mort de l'empereur à Messine en septembre 1197, la croisade a été interrompue et Henri IV retourne chez lui.
De 1198 à 1206, il fait construire le château de Thurant, nommé d'après le Toron des chevaliers près de Tyr, pour affirmer l'autorité de son frère cadet Otton sur la vallée de la Moselle. C'est ce dernier qui, à la suite de la mort de l'empereur Henri VI, est élu roi des Romains sous le titre d'Otton IV, le 9 juin 1198, en l'emportant devant Philippe de Souabe, frère de l'empereur défunt. Durant le conflit en quête du trône, Henri de Brunswick commence par soutenir son frère, avant de se rallier en 1203 à Philippe de Souabe après que le palatinat du Rhin et le comté de Stade a été le théâtre des divisions internes des Welf. Néanmoins, Philippe est assassiné le 21 juin 1208, et Henri IV se place à nouveau du côté de son frère.
Entre la mort de son cousin Arthur, en avril 1203 et la naissance de son autre cousin Henri, le futur Henri III, en octobre 1207, il est considéré comme l'héritier de son oncle Jean sans Terre, roi d'Angleterre, mais Henri semble s'être consacré à ses affaires germaniques.
En 1211/1212 déjà, Henri IV cède le palatinat du Rhin à son fils Henri V et, à la suite de la mort de son frère cadet Guillaume en décembre 1213, s'installe dans le nord de la Germanie. Nommé vicaire par l'empereur Frédéric II en 1219, il administre le patrimoine des Welf autour de Lunebourg, de Lüchow et de Dannenberg ainsi que les domaines de Blankenburg au pied du Harz pour son neveu Otton l'Enfant qui est déclaré majeur en 1223. Étant donné que son propre fils de Henri V était déjà décédé en 1214, Otton l'Enfant devient héritier de tous les alleux de la famille.
Henri IV meurt le 28 avril 1227 et est inhumé dans la cathédrale de Brunswick. Son neveu Otton reçoit l'investiture de ses États comme fief de l'Empire en 1235, avec le titre de duc de Brunswick-Lunebourg.

## Mariages et descendance
En décembre 1193 ou en janvier 1194 au château Stahleck, Henri épouse Agnès de Staufen († 1204), l'héritière de Conrad de Hohenstaufen, comte palatin du Rhin.
En 1211, il se remarie avec Agnès de Wettin († 1248), fille de Conrad II, margrave de Lusace, et d’Élisabeth de Pologne.
Il a eu trois enfants de son premier mariage :
- Henri V († 1214), comte palatin du Rhin à partir de 1212/1213, épousa Mathilde, fille du duc Henri Ier de Brabant ;
- Ermengarde († 1260), mariée vers 1217 à Hermann V († 1243), margrave de Bade-Bade ;
- Agnès de Brunswick († 1267), héritière du palatinat du Rhin, mariée en 1222 à Othon II de Wittelsbach († 1253), fils du duc Louis Ier de Bavière.

et un enfant de son second mariage :
- Élisabeth de Brunswick († 1278), dame de Bramans, mariée à Pierre de La Chambre, sire de La Chambre, vicomte de Maurienne.

## Généalogie

### Ascendance
|                                 |                                 |                                 |                                 |                                             |                                             |                                             |                                             |                                                  |                                                  | Frédéric de Staufen (1090 † 1147) duc de Souabe  | Frédéric de Staufen (1090 † 1147) duc de Souabe  | Frédéric de Staufen (1090 † 1147) duc de Souabe  | Frédéric de Staufen (1090 † 1147) duc de Souabe  | Frédéric de Staufen (1090 † 1147) duc de Souabe | Frédéric de Staufen (1090 † 1147) duc de Souabe |                                                  |                                                  |                                                  |                                                  |                                                  |                                                  |  |  | Henri le superbe (1108 † 1139) duc de Bavière et de Saxe | Henri le superbe (1108 † 1139) duc de Bavière et de Saxe | Henri le superbe (1108 † 1139) duc de Bavière et de Saxe | Henri le superbe (1108 † 1139) duc de Bavière et de Saxe | Henri le superbe (1108 † 1139) duc de Bavière et de Saxe | Henri le superbe (1108 † 1139) duc de Bavière et de Saxe |                                                       |                                                       | Gertrude de Supplinbourg (1115 † 1143)                | Gertrude de Supplinbourg (1115 † 1143)                | Gertrude de Supplinbourg (1115 † 1143) | Gertrude de Supplinbourg (1115 † 1143) | Gertrude de Supplinbourg (1115 † 1143) | Gertrude de Supplinbourg (1115 † 1143) |                                     |                                     |                                          |                                          |                                          |                                          | Henri II (1133 † 1189) roi d'Angleterre             | Henri II (1133 † 1189) roi d'Angleterre             | Henri II (1133 † 1189) roi d'Angleterre             | Henri II (1133 † 1189) roi d'Angleterre             | Henri II (1133 † 1189) roi d'Angleterre             | Henri II (1133 † 1189) roi d'Angleterre             |  |  | Aliénor (1121 † 1204) duchesse d'Aquitaine | Aliénor (1121 † 1204) duchesse d'Aquitaine | Aliénor (1121 † 1204) duchesse d'Aquitaine | Aliénor (1121 † 1204) duchesse d'Aquitaine | Aliénor (1121 † 1204) duchesse d'Aquitaine | Aliénor (1121 † 1204) duchesse d'Aquitaine |  |  |                                                |                                                |                                                |                                                |                                                |                                                |  |  |
|                                 |                                 |                                 |                                 |                                             |                                             |                                             |                                             |                                                  |                                                  | Frédéric de Staufen (1090 † 1147) duc de Souabe  | Frédéric de Staufen (1090 † 1147) duc de Souabe  | Frédéric de Staufen (1090 † 1147) duc de Souabe  | Frédéric de Staufen (1090 † 1147) duc de Souabe  | Frédéric de Staufen (1090 † 1147) duc de Souabe | Frédéric de Staufen (1090 † 1147) duc de Souabe |                                                  |                                                  |                                                  |                                                  |                                                  |                                                  |  |  | Henri le superbe (1108 † 1139) duc de Bavière et de Saxe | Henri le superbe (1108 † 1139) duc de Bavière et de Saxe | Henri le superbe (1108 † 1139) duc de Bavière et de Saxe | Henri le superbe (1108 † 1139) duc de Bavière et de Saxe | Henri le superbe (1108 † 1139) duc de Bavière et de Saxe | Henri le superbe (1108 † 1139) duc de Bavière et de Saxe |                                                       |                                                       | Gertrude de Supplinbourg (1115 † 1143)                | Gertrude de Supplinbourg (1115 † 1143)                | Gertrude de Supplinbourg (1115 † 1143) | Gertrude de Supplinbourg (1115 † 1143) | Gertrude de Supplinbourg (1115 † 1143) | Gertrude de Supplinbourg (1115 † 1143) |                                     |                                     |                                          |                                          |                                          |                                          | Henri II (1133 † 1189) roi d'Angleterre             | Henri II (1133 † 1189) roi d'Angleterre             | Henri II (1133 † 1189) roi d'Angleterre             | Henri II (1133 † 1189) roi d'Angleterre             | Henri II (1133 † 1189) roi d'Angleterre             | Henri II (1133 † 1189) roi d'Angleterre             |  |  | Aliénor (1121 † 1204) duchesse d'Aquitaine | Aliénor (1121 † 1204) duchesse d'Aquitaine | Aliénor (1121 † 1204) duchesse d'Aquitaine | Aliénor (1121 † 1204) duchesse d'Aquitaine | Aliénor (1121 † 1204) duchesse d'Aquitaine | Aliénor (1121 † 1204) duchesse d'Aquitaine |  |  |                                                |                                                |                                                |                                                |                                                |                                                |  |  |
|                                 |                                 |                                 |                                 |                                             |                                             |                                             |                                             |                                                  |                                                  |                                                  |                                                  |                                                  |                                                  |                                                 |                                                 |                                                  |                                                  |                                                  |                                                  |                                                  |                                                  |  |  |                                                          |                                                          |                                                          |                                                          |                                                          |                                                          |                                                       |                                                       |                                                       |                                                       |                                        |                                        |                                        |                                        |                                     |                                     |                                          |                                          |                                          |                                          |                                                     |                                                     |                                                     |                                                     |                                                     |                                                     |  |  |                                            |                                            |                                            |                                            |                                            |                                            |  |  |                                                |                                                |                                                |                                                |                                                |                                                |  |  |
|                                 |                                 |                                 |                                 |                                             |                                             |                                             |                                             |                                                  |                                                  |                                                  |                                                  |                                                  |                                                  |                                                 |                                                 |                                                  |                                                  |                                                  |                                                  |                                                  |                                                  |  |  |                                                          |                                                          |                                                          |                                                          |                                                          |                                                          |                                                       |                                                       |                                                       |                                                       |                                        |                                        |                                        |                                        |                                     |                                     |                                          |                                          |                                          |                                          |                                                     |                                                     |                                                     |                                                     |                                                     |                                                     |  |  |                                            |                                            |                                            |                                            |                                            |                                            |  |  |                                                |                                                |                                                |                                                |                                                |                                                |  |  |
|                                 |                                 |                                 |                                 | Frédéric Barberousse (1122 † 1190) empereur | Frédéric Barberousse (1122 † 1190) empereur | Frédéric Barberousse (1122 † 1190) empereur | Frédéric Barberousse (1122 † 1190) empereur | Frédéric Barberousse (1122 † 1190) empereur      | Frédéric Barberousse (1122 † 1190) empereur      |                                                  |                                                  |                                                  |                                                  |                                                 |                                                 | Conrad de Staufen (1135 † 1195) cte pal. du Rhin | Conrad de Staufen (1135 † 1195) cte pal. du Rhin | Conrad de Staufen (1135 † 1195) cte pal. du Rhin | Conrad de Staufen (1135 † 1195) cte pal. du Rhin | Conrad de Staufen (1135 † 1195) cte pal. du Rhin | Conrad de Staufen (1135 † 1195) cte pal. du Rhin |  |  |                                                          |                                                          |                                                          |                                                          | Henri le Lion (1130 † 1195) duc de Bavière et de Saxe    | Henri le Lion (1130 † 1195) duc de Bavière et de Saxe    | Henri le Lion (1130 † 1195) duc de Bavière et de Saxe | Henri le Lion (1130 † 1195) duc de Bavière et de Saxe | Henri le Lion (1130 † 1195) duc de Bavière et de Saxe | Henri le Lion (1130 † 1195) duc de Bavière et de Saxe |                                        |                                        | Mathilde d'Angleterre (1156 † 1189)    | Mathilde d'Angleterre (1156 † 1189)    | Mathilde d'Angleterre (1156 † 1189) | Mathilde d'Angleterre (1156 † 1189) | Mathilde d'Angleterre (1156 † 1189)      | Mathilde d'Angleterre (1156 † 1189)      |                                          |                                          | Richard Cœur de Lion (1157 † 1199) roi d'Angleterre | Richard Cœur de Lion (1157 † 1199) roi d'Angleterre | Richard Cœur de Lion (1157 † 1199) roi d'Angleterre | Richard Cœur de Lion (1157 † 1199) roi d'Angleterre | Richard Cœur de Lion (1157 † 1199) roi d'Angleterre | Richard Cœur de Lion (1157 † 1199) roi d'Angleterre |  |  | Geoffroy (1158 † 1186) duc de Bretagne     | Geoffroy (1158 † 1186) duc de Bretagne     | Geoffroy (1158 † 1186) duc de Bretagne     | Geoffroy (1158 † 1186) duc de Bretagne     | Geoffroy (1158 † 1186) duc de Bretagne     | Geoffroy (1158 † 1186) duc de Bretagne     |  |  | Jean sans Terre (1166 † 1216) roi d'Angleterre | Jean sans Terre (1166 † 1216) roi d'Angleterre | Jean sans Terre (1166 † 1216) roi d'Angleterre | Jean sans Terre (1166 † 1216) roi d'Angleterre | Jean sans Terre (1166 † 1216) roi d'Angleterre | Jean sans Terre (1166 † 1216) roi d'Angleterre |  |  |
|                                 |                                 |                                 |                                 | Frédéric Barberousse (1122 † 1190) empereur | Frédéric Barberousse (1122 † 1190) empereur | Frédéric Barberousse (1122 † 1190) empereur | Frédéric Barberousse (1122 † 1190) empereur | Frédéric Barberousse (1122 † 1190) empereur      | Frédéric Barberousse (1122 † 1190) empereur      |                                                  |                                                  |                                                  |                                                  |                                                 |                                                 | Conrad de Staufen (1135 † 1195) cte pal. du Rhin | Conrad de Staufen (1135 † 1195) cte pal. du Rhin | Conrad de Staufen (1135 † 1195) cte pal. du Rhin | Conrad de Staufen (1135 † 1195) cte pal. du Rhin | Conrad de Staufen (1135 † 1195) cte pal. du Rhin | Conrad de Staufen (1135 † 1195) cte pal. du Rhin |  |  |                                                          |                                                          |                                                          |                                                          | Henri le Lion (1130 † 1195) duc de Bavière et de Saxe    | Henri le Lion (1130 † 1195) duc de Bavière et de Saxe    | Henri le Lion (1130 † 1195) duc de Bavière et de Saxe | Henri le Lion (1130 † 1195) duc de Bavière et de Saxe | Henri le Lion (1130 † 1195) duc de Bavière et de Saxe | Henri le Lion (1130 † 1195) duc de Bavière et de Saxe |                                        |                                        | Mathilde d'Angleterre (1156 † 1189)    | Mathilde d'Angleterre (1156 † 1189)    | Mathilde d'Angleterre (1156 † 1189) | Mathilde d'Angleterre (1156 † 1189) | Mathilde d'Angleterre (1156 † 1189)      | Mathilde d'Angleterre (1156 † 1189)      |                                          |                                          | Richard Cœur de Lion (1157 † 1199) roi d'Angleterre | Richard Cœur de Lion (1157 † 1199) roi d'Angleterre | Richard Cœur de Lion (1157 † 1199) roi d'Angleterre | Richard Cœur de Lion (1157 † 1199) roi d'Angleterre | Richard Cœur de Lion (1157 † 1199) roi d'Angleterre | Richard Cœur de Lion (1157 † 1199) roi d'Angleterre |  |  | Geoffroy (1158 † 1186) duc de Bretagne     | Geoffroy (1158 † 1186) duc de Bretagne     | Geoffroy (1158 † 1186) duc de Bretagne     | Geoffroy (1158 † 1186) duc de Bretagne     | Geoffroy (1158 † 1186) duc de Bretagne     | Geoffroy (1158 † 1186) duc de Bretagne     |  |  | Jean sans Terre (1166 † 1216) roi d'Angleterre | Jean sans Terre (1166 † 1216) roi d'Angleterre | Jean sans Terre (1166 † 1216) roi d'Angleterre | Jean sans Terre (1166 † 1216) roi d'Angleterre | Jean sans Terre (1166 † 1216) roi d'Angleterre | Jean sans Terre (1166 † 1216) roi d'Angleterre |  |  |
|                                 |                                 |                                 |                                 |                                             |                                             |                                             |                                             |                                                  |                                                  |                                                  |                                                  |                                                  |                                                  |                                                 |                                                 |                                                  |                                                  |                                                  |                                                  |                                                  |                                                  |  |  |                                                          |                                                          |                                                          |                                                          |                                                          |                                                          |                                                       |                                                       |                                                       |                                                       |                                        |                                        |                                        |                                        |                                     |                                     |                                          |                                          |                                          |                                          |                                                     |                                                     |                                                     |                                                     |                                                     |                                                     |  |  |                                            |                                            |                                            |                                            |                                            |                                            |  |  |                                                |                                                |                                                |                                                |                                                |                                                |  |  |
|                                 |                                 |                                 |                                 |                                             |                                             |                                             |                                             |                                                  |                                                  |                                                  |                                                  |                                                  |                                                  |                                                 |                                                 |                                                  |                                                  |                                                  |                                                  |                                                  |                                                  |  |  |                                                          |                                                          |                                                          |                                                          |                                                          |                                                          |                                                       |                                                       |                                                       |                                                       |                                        |                                        |                                        |                                        |                                     |                                     |                                          |                                          |                                          |                                          |                                                     |                                                     |                                                     |                                                     |                                                     |                                                     |  |  |                                            |                                            |                                            |                                            |                                            |                                            |  |  |                                                |                                                |                                                |                                                |                                                |                                                |  |  |
| Henri VI (1165 † 1197) empereur | Henri VI (1165 † 1197) empereur | Henri VI (1165 † 1197) empereur | Henri VI (1165 † 1197) empereur | Henri VI (1165 † 1197) empereur             | Henri VI (1165 † 1197) empereur             |                                             |                                             | Philippe de Souabe (1177 † 1208) roi des Romains | Philippe de Souabe (1177 † 1208) roi des Romains | Philippe de Souabe (1177 † 1208) roi des Romains | Philippe de Souabe (1177 † 1208) roi des Romains | Philippe de Souabe (1177 † 1208) roi des Romains | Philippe de Souabe (1177 † 1208) roi des Romains |                                                 |                                                 | Agnès de Staufen (1176 † 1204)                   | Agnès de Staufen (1176 † 1204)                   | Agnès de Staufen (1176 † 1204)                   | Agnès de Staufen (1176 † 1204)                   | Agnès de Staufen (1176 † 1204)                   | Agnès de Staufen (1176 † 1204)                   |  |  | Henri IV de Brunswick (1173/4 † 1227) cte pal. du Rhin   | Henri IV de Brunswick (1173/4 † 1227) cte pal. du Rhin   | Henri IV de Brunswick (1173/4 † 1227) cte pal. du Rhin   | Henri IV de Brunswick (1173/4 † 1227) cte pal. du Rhin   | Henri IV de Brunswick (1173/4 † 1227) cte pal. du Rhin   | Henri IV de Brunswick (1173/4 † 1227) cte pal. du Rhin   |                                                       |                                                       | Otton IV (1176/7 † 1218) empereur                     | Otton IV (1176/7 † 1218) empereur                     | Otton IV (1176/7 † 1218) empereur      | Otton IV (1176/7 † 1218) empereur      | Otton IV (1176/7 † 1218) empereur      | Otton IV (1176/7 † 1218) empereur      |                                     |                                     | Guillaume (1184 † 1213) duc de Lunebourg | Guillaume (1184 † 1213) duc de Lunebourg | Guillaume (1184 † 1213) duc de Lunebourg | Guillaume (1184 † 1213) duc de Lunebourg | Guillaume (1184 † 1213) duc de Lunebourg            | Guillaume (1184 † 1213) duc de Lunebourg            |                                                     |                                                     |                                                     |                                                     |  |  | Arthur (1187 † 1203) duc de Bretagne       | Arthur (1187 † 1203) duc de Bretagne       | Arthur (1187 † 1203) duc de Bretagne       | Arthur (1187 † 1203) duc de Bretagne       | Arthur (1187 † 1203) duc de Bretagne       | Arthur (1187 † 1203) duc de Bretagne       |  |  | Henri III (1207 † 1272) roi d'Angleterre       | Henri III (1207 † 1272) roi d'Angleterre       | Henri III (1207 † 1272) roi d'Angleterre       | Henri III (1207 † 1272) roi d'Angleterre       | Henri III (1207 † 1272) roi d'Angleterre       | Henri III (1207 † 1272) roi d'Angleterre       |  |  |
| Henri VI (1165 † 1197) empereur | Henri VI (1165 † 1197) empereur | Henri VI (1165 † 1197) empereur | Henri VI (1165 † 1197) empereur | Henri VI (1165 † 1197) empereur             | Henri VI (1165 † 1197) empereur             |                                             |                                             | Philippe de Souabe (1177 † 1208) roi des Romains | Philippe de Souabe (1177 † 1208) roi des Romains | Philippe de Souabe (1177 † 1208) roi des Romains | Philippe de Souabe (1177 † 1208) roi des Romains | Philippe de Souabe (1177 † 1208) roi des Romains | Philippe de Souabe (1177 † 1208) roi des Romains |                                                 |                                                 | Agnès de Staufen (1176 † 1204)                   | Agnès de Staufen (1176 † 1204)                   | Agnès de Staufen (1176 † 1204)                   | Agnès de Staufen (1176 † 1204)                   | Agnès de Staufen (1176 † 1204)                   | Agnès de Staufen (1176 † 1204)                   |  |  | Henri IV de Brunswick (1173/4 † 1227) cte pal. du Rhin   | Henri IV de Brunswick (1173/4 † 1227) cte pal. du Rhin   | Henri IV de Brunswick (1173/4 † 1227) cte pal. du Rhin   | Henri IV de Brunswick (1173/4 † 1227) cte pal. du Rhin   | Henri IV de Brunswick (1173/4 † 1227) cte pal. du Rhin   | Henri IV de Brunswick (1173/4 † 1227) cte pal. du Rhin   |                                                       |                                                       | Otton IV (1176/7 † 1218) empereur                     | Otton IV (1176/7 † 1218) empereur                     | Otton IV (1176/7 † 1218) empereur      | Otton IV (1176/7 † 1218) empereur      | Otton IV (1176/7 † 1218) empereur      | Otton IV (1176/7 † 1218) empereur      |                                     |                                     | Guillaume (1184 † 1213) duc de Lunebourg | Guillaume (1184 † 1213) duc de Lunebourg | Guillaume (1184 † 1213) duc de Lunebourg | Guillaume (1184 † 1213) duc de Lunebourg | Guillaume (1184 † 1213) duc de Lunebourg            | Guillaume (1184 † 1213) duc de Lunebourg            |                                                     |                                                     |                                                     |                                                     |  |  | Arthur (1187 † 1203) duc de Bretagne       | Arthur (1187 † 1203) duc de Bretagne       | Arthur (1187 † 1203) duc de Bretagne       | Arthur (1187 † 1203) duc de Bretagne       | Arthur (1187 † 1203) duc de Bretagne       | Arthur (1187 † 1203) duc de Bretagne       |  |  | Henri III (1207 † 1272) roi d'Angleterre       | Henri III (1207 † 1272) roi d'Angleterre       | Henri III (1207 † 1272) roi d'Angleterre       | Henri III (1207 † 1272) roi d'Angleterre       | Henri III (1207 † 1272) roi d'Angleterre       | Henri III (1207 † 1272) roi d'Angleterre       |  |  |
|                                 |                                 |                                 |                                 |                                             |                                             |                                             |                                             |                                                  |                                                  |                                                  |                                                  |                                                  |                                                  |                                                 |                                                 |                                                  |                                                  |                                                  |                                                  |                                                  |                                                  |  |  |                                                          |                                                          |                                                          |                                                          |                                                          |                                                          |                                                       |                                                       |                                                       |                                                       |                                        |                                        |                                        |                                        |                                     |                                     |                                          |                                          |                                          |                                          |                                                     |                                                     |                                                     |                                                     |                                                     |                                                     |  |  |                                            |                                            |                                            |                                            |                                            |                                            |  |  |                                                |                                                |                                                |                                                |                                                |                                                |  |  |
|                                 |                                 |                                 |                                 |                                             |                                             |                                             |                                             |                                                  |                                                  |                                                  |                                                  |                                                  |                                                  |                                                 |                                                 |                                                  |                                                  |                                                  |                                                  |                                                  |                                                  |  |  |                                                          |                                                          |                                                          |                                                          |                                                          |                                                          |                                                       |                                                       |                                                       |                                                       |                                        |                                        |                                        |                                        |                                     |                                     |                                          |                                          |                                          |                                          |                                                     |                                                     |                                                     |                                                     |                                                     |                                                     |  |  |                                            |                                            |                                            |                                            |                                            |                                            |  |  |                                                |                                                |                                                |                                                |                                                |                                                |  |  |
|                                 |                                 |                                 |                                 |                                             |                                             |                                             |                                             | Henri V (ca.1196 † 1214) cte pal. du Rhin        | Henri V (ca.1196 † 1214) cte pal. du Rhin        | Henri V (ca.1196 † 1214) cte pal. du Rhin        | Henri V (ca.1196 † 1214) cte pal. du Rhin        | Henri V (ca.1196 † 1214) cte pal. du Rhin        | Henri V (ca.1196 † 1214) cte pal. du Rhin        |                                                 |                                                 | Ermengarde (ca.1200 † 1260)                      | Ermengarde (ca.1200 † 1260)                      | Ermengarde (ca.1200 † 1260)                      | Ermengarde (ca.1200 † 1260)                      | Ermengarde (ca.1200 † 1260)                      | Ermengarde (ca.1200 † 1260)                      |  |  | Hermann V († 1243) margrave de Bade-Bade                 | Hermann V († 1243) margrave de Bade-Bade                 | Hermann V († 1243) margrave de Bade-Bade                 | Hermann V († 1243) margrave de Bade-Bade                 | Hermann V († 1243) margrave de Bade-Bade                 | Hermann V († 1243) margrave de Bade-Bade                 |                                                       |                                                       | Agnès de Brunswick (ca.1201 † 1267)                   | Agnès de Brunswick (ca.1201 † 1267)                   | Agnès de Brunswick (ca.1201 † 1267)    | Agnès de Brunswick (ca.1201 † 1267)    | Agnès de Brunswick (ca.1201 † 1267)    | Agnès de Brunswick (ca.1201 † 1267)    |                                     |                                     | Othon II (1206 † 1253) duc de Bavière    | Othon II (1206 † 1253) duc de Bavière    | Othon II (1206 † 1253) duc de Bavière    | Othon II (1206 † 1253) duc de Bavière    | Othon II (1206 † 1253) duc de Bavière               | Othon II (1206 † 1253) duc de Bavière               |                                                     |                                                     |                                                     |                                                     |  |  |                                            |                                            |                                            |                                            |                                            |                                            |  |  |                                                |                                                |                                                |                                                |                                                |                                                |  |  |
|                                 |                                 |                                 |                                 |                                             |                                             |                                             |                                             | Henri V (ca.1196 † 1214) cte pal. du Rhin        | Henri V (ca.1196 † 1214) cte pal. du Rhin        | Henri V (ca.1196 † 1214) cte pal. du Rhin        | Henri V (ca.1196 † 1214) cte pal. du Rhin        | Henri V (ca.1196 † 1214) cte pal. du Rhin        | Henri V (ca.1196 † 1214) cte pal. du Rhin        |                                                 |                                                 | Ermengarde (ca.1200 † 1260)                      | Ermengarde (ca.1200 † 1260)                      | Ermengarde (ca.1200 † 1260)                      | Ermengarde (ca.1200 † 1260)                      | Ermengarde (ca.1200 † 1260)                      | Ermengarde (ca.1200 † 1260)                      |  |  | Hermann V († 1243) margrave de Bade-Bade                 | Hermann V († 1243) margrave de Bade-Bade                 | Hermann V († 1243) margrave de Bade-Bade                 | Hermann V († 1243) margrave de Bade-Bade                 | Hermann V († 1243) margrave de Bade-Bade                 | Hermann V († 1243) margrave de Bade-Bade                 |                                                       |                                                       | Agnès de Brunswick (ca.1201 † 1267)                   | Agnès de Brunswick (ca.1201 † 1267)                   | Agnès de Brunswick (ca.1201 † 1267)    | Agnès de Brunswick (ca.1201 † 1267)    | Agnès de Brunswick (ca.1201 † 1267)    | Agnès de Brunswick (ca.1201 † 1267)    |                                     |                                     | Othon II (1206 † 1253) duc de Bavière    | Othon II (1206 † 1253) duc de Bavière    | Othon II (1206 † 1253) duc de Bavière    | Othon II (1206 † 1253) duc de Bavière    | Othon II (1206 † 1253) duc de Bavière               | Othon II (1206 † 1253) duc de Bavière               |                                                     |                                                     |                                                     |                                                     |  |  |                                            |                                            |                                            |                                            |                                            |                                            |  |  |                                                |                                                |                                                |                                                |                                                |                                                |  |  |